# Adolfo Cruz
Pour les articles homonymes, voir Cruz.
Cruz  Díaz est un nom espagnol. Le premier nom de famille, en général paternel, est Cruz ; le second, en général maternel, souvent omis, est Díaz.
Adolfo Cruz Díaz, né le 13 mai 1928 à Ganzo en Cantabrie, est un coureur cycliste espagnol, actif dans les années 1950.

## Biographie
Adolfo Cruz naît dans une famille de huit frères. Surnommé "El Cinchu", il passe professionnel en 1952 ou 1953, année où il remporte le Trophée Iberduero, la seule victoire de sa carrière professionnelle. En 1957, il se classe deuxième d'une étape au Tour des Provinces du Sud-Est. Sa carrière se termine fin 1959,.
Un de ses frères, Emilio, a également été cycliste professionnel dans les années 1950 et 1960.

## Palmarès

### Par année
- 1952
  - 2e du GP Ayutamiento de Bilbao
- 1953
  - Trophée Iberduero

### Résultats sur le Tour d'Espagne
3 participations
- 1956 : 27e[5]
- 1957 : hors délais (13e étape[6])
- 1958 : hors délais (5eb étape[7])